# Вал ди Паљија (Сијена)
Вал ди Паљија је насеље у Италији у округу Сијена, региону Тоскана.
Према процени из 2011. у насељу је живело 3 становника. Насеље се налази на надморској висини од 324 м.